# Losí test

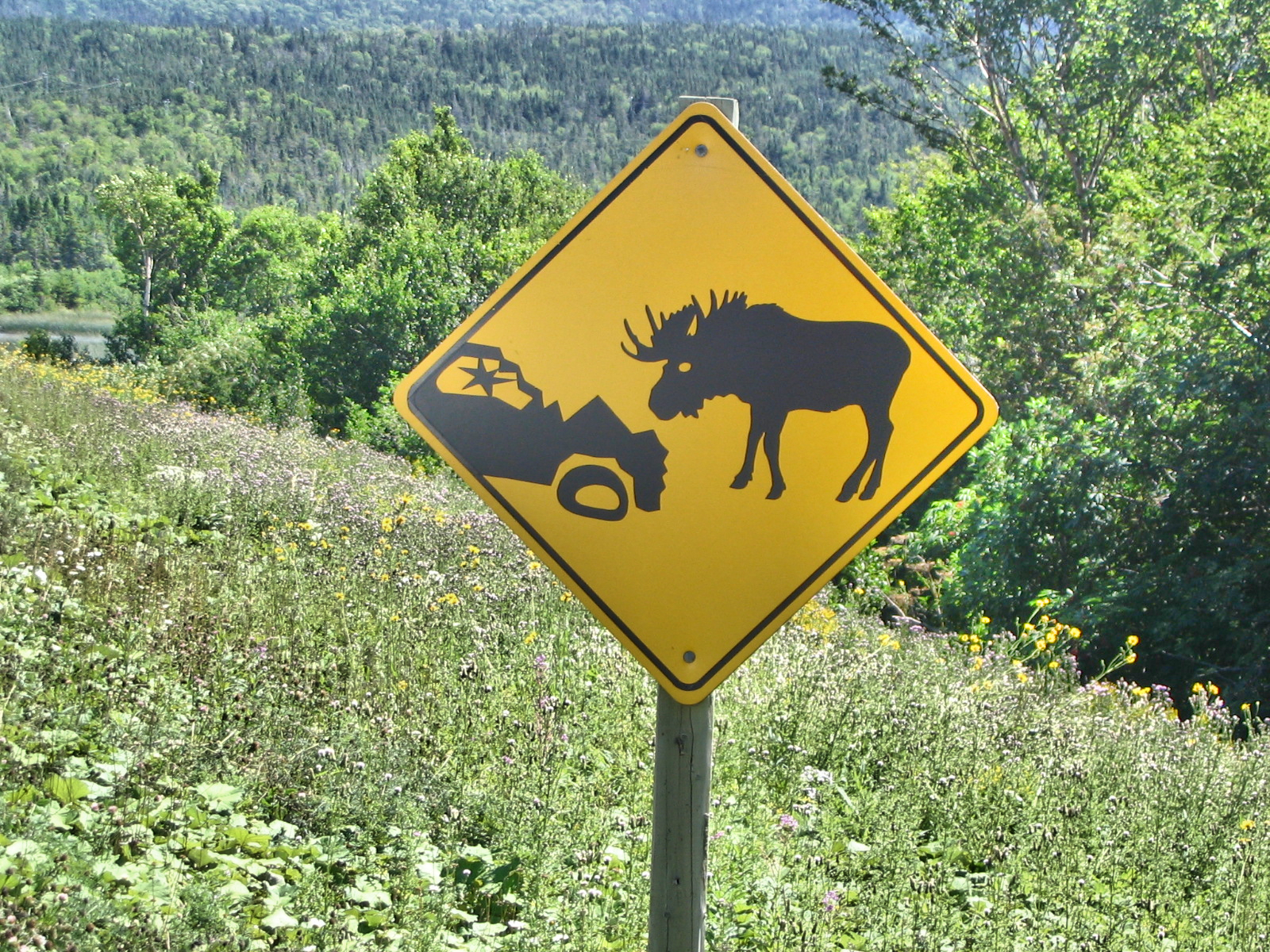
Značka upozorňující na nebezpečí střetu s losem v americkém národním parku Gros Morne

Schéma losího testu

Losí test je test ke zjištění chování vozidla při prudkém vyhýbacím manévru před nečekanou překážkou.

## Historie
Ve Švédsku je tento test používán po celá desetiletí.
Nejčastější nečekanou překážkou zde bývá los evropský. Srážka s tímto sudokopytníkem má pro posádku vozu ve většině případů tragické následky.
Název testu je odvozen od losa evropského. Ve Spojených státech je také nazýván elk test (česky wapiti test) podle jelena wapiti.
Do povědomí se losí test dostal až v roce 1997, kdy novinář Robert Collin z motoristického časopisu Teknikens Värld převrátil při tomto testu nový Mercedes-Benz třídy A.
Jako protiopatření začal Mercedes-Benz do svých modelů montovat systém ESP, který převrácení vozu při prudkém vyhýbacím manévru zabrání. Nyní je tento systém používán především u automobilů s vyšší stavbou karosérie (MPV, SUV), nákladních automobilů a autobusů.
I dnes se však stane, že losím testem některá auta neprojdou, např. Citroën Nemo, Renault Kangoo, Toyota Hilux a další.
Zajímavostí může být, že Trabant, mnohem starší a velmi zesměšňované auto z bývalé NDR, testem prošel.

## Vítězství Losího testu
Od roku 1999 drží prvenství v losím testu, který provádí redakce švédského časopisu Teknikens Värld, vůz Citroën Xantia Activa s maximální rychlostí 85 km/h. Tato rychlost zatím nebyla překonána ani vozy jako Ferrari Testarossa, Porsche 997 GT 3 RS nebo Lotus Elise S.

## Metodika měření
Zkouška se provádí na suché vozovce. Dopravní kužely jsou postaveny podle obrázku a nahrazují překážku. Vůz najíždí do losího testu plně zatížen. Auto se rozjede proti kuželům, prudce se jim vyhne a vrací se do původního pruhu. Zkouška se opakuje ve vyšší rychlosti. Rychlost se zvyšuje do doby, než auto shodí krajní kužely. To se obvykle stává při rychlosti 80 až 100 km/h.